# Campeonato de Cuarta División 1901 (Argentina)

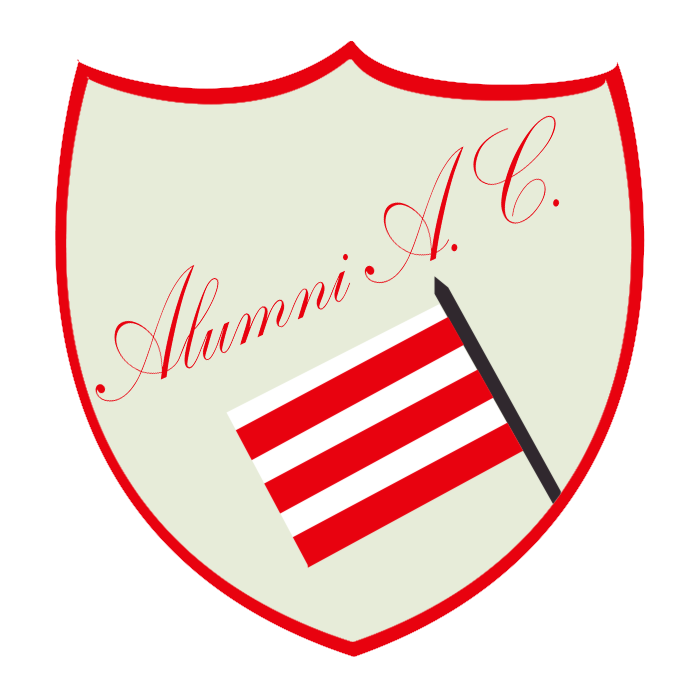
English High School Athletic Club IV

El Campeonato de Cuarta División 1901 fue el primer campeonato de la Cuarta categoría del fútbol argentino, antecesor de la actual Primera D (hoy en el Quinto nivel). Fue organizado por la Argentine Association Football League, disputado por planteles de juveniles, de equipos inscripto en divisiones superiores y colegios e instituciones.
El campeón fue el English High School IV (inscribió un equipo en Primera, en Segunda División y en Tercera División), que no ascendió a la Tercera categoría, ya que por aquella época no existía un sistema de ascensos y descensos, y los clubes elegían en qué división deberían jugar.
No hay mayor información de equipos inscriptos o formato del campeonato; solo el ganador.